# Klättervägg

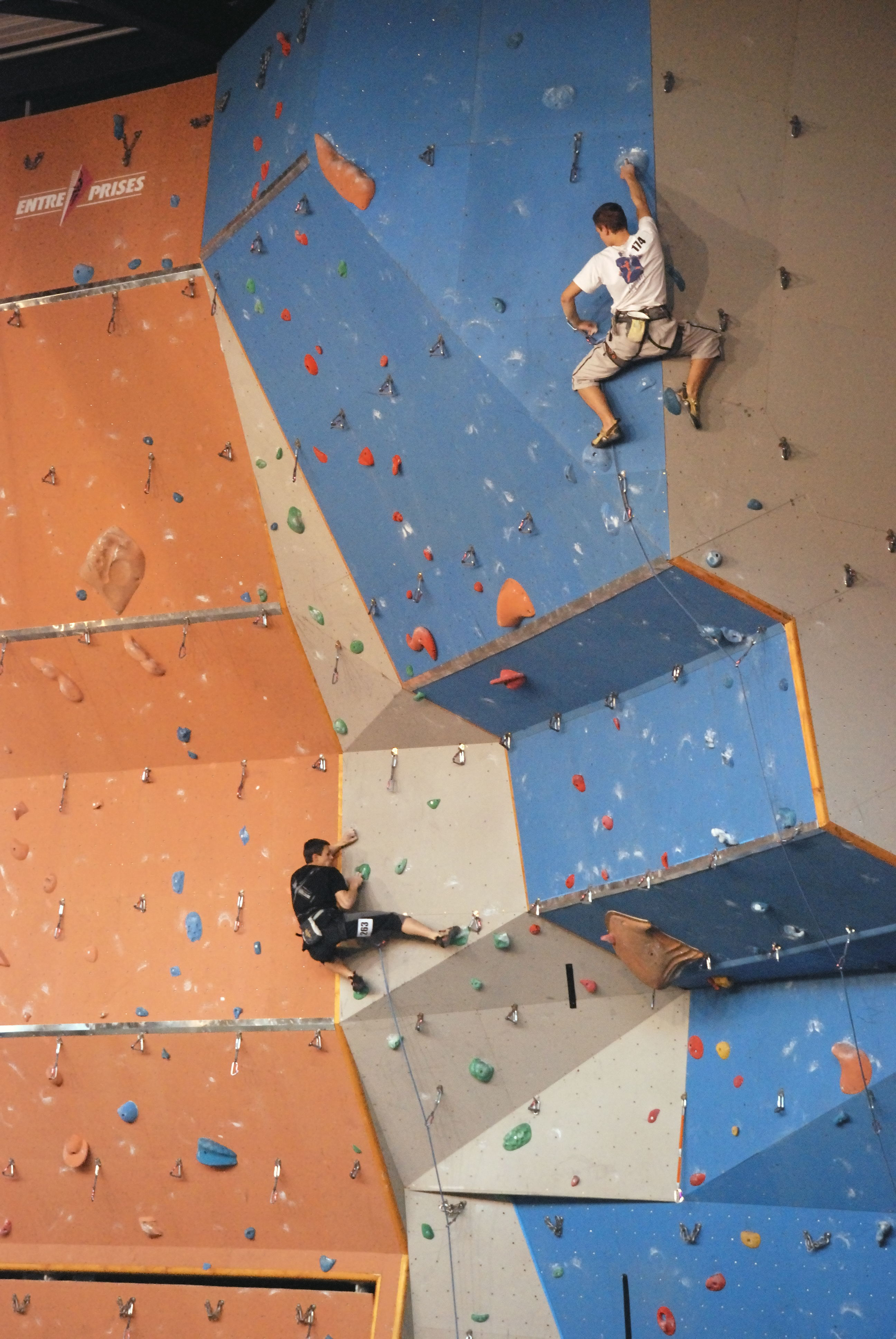
En klättervägg i Frankrike.

En klättervägg är en vägg försedd med grepp för händer och fötter, som används i sporten klättring. Den kan vara placerad inomhus eller utomhus, och vara konstruerad av många olika material men oftast av tjocka träskivor med hål i. Hålen används för att fästa de grepp man vill använda. Greppen är oftast gjutna i härdplast. Väggen kan vara slät men består ofta av in och utbuktningar för att göra klättringen roligare och mer utmanande.

## Historia
Klätterväggar utvecklades först i Storbritannien. Den första uppfördes 1964 i Leeds i Storbritannien på stadens universitet. Det gjordes på initiativ av Don Robinson, lektor i idrott och hälsa på universitet. Den tillverkades genom att man satte in bitar av sten i väggen i en korridor. Robinson är även grundare till DR Climbing Walls, ett företag som tillverkar väggar och grepp till väggar.

## Grepp och vägar
De grepp man fäster i väggen bildar olika "vägar" upp för väggen. Ibland målar man på väggen eller använder grepp i olika färger för att skapa en specifik väg upp. Greppen varierar i form och storlek och vissa är således lättare eller svårare än andra att ta tag i. I början tillverkades de ofta av sten, det är dock inte ett smidigt material att jobba i, speciellt inte när man ska tillverka grepp i större skala. Även trä har använts, det har fördelen att det är billigt och lätt att tillverka men har nackdelen att det när det slits kan bli stickor i greppen. Det vanligaste materialet i moderna klätterväggar är uretanplast som är en tålig härdplast.